# عمر أفندي (مسلسل)
عمر أفندي مسلسل تلفزيوني مصري مكون من 15 حلقة.

## قصة العمل
في إطار التشويق والإثارة تدور أحداث المسلسل حول أحد الأشخاص الذي يعثر على سرداب سري يعود به إلى زمن بعيد، يكتشف من خلاله ماض لا يعلم عنه شيء، ويدفعه فضوله للعيش في حياة مزدوجة في زمانين مختلفين.

## فريق العمل

### الممثلون
| - أحمد حاتم: علي / عمر - آية سماحة: زينات - محمود حافظ: اباظة - مصطفى أبو سريع: دياسطي - محمد رضوان: شلهوب - أحمد سلطان: صبري - ميران عبد الوارث: ماجي - إسماعيل فرغلي: والد ماجي | - رانيا يوسف: دلال - جان رامز: شافعي - دالا أحمد: طفلة - ياسين إسلام: طفل - ميمي جمال: - محمد عبد العظيم: لمعي النجس - محسن صبري: تهامي - مصطفى عفيفي | - عزت زين: الرسام محمد محمود خليل - أحمد السلكاوي: حمادة بلال - أحمد سعد ميشو: هادي شاكر - نادر فؤاد - محمد البياع: الضابط جاك بليتشر - أسامة عبد الله - زينب العبد - حمدي حفني: بدوي |

اشترك في التمثيل: ماريان عادل - طارق والي - مصطفى الرومي: حدوءه - أمير عبد الواحد: حجازي - محمد مغربي - يوسف الطمان - مارتينا عادل: أحلام - محمود مكيو - سمير حكيم - سامر المنياوي - محمد الأتوني - وليد عبد الغني - وليد الديب - باتع خليل - مؤمن هشام - صهيب عصام - نادر محسن - سلمى الجياتي - أحمد عباس - أحمد خليل - محمد الهجري - منة رزق - سها الراملي - سعد سمير - أحمد شرباش - سعاد الحواري - فطين فؤاد - سامح تهامي - سيد المصري - بيتر جاك - فيكتور - منصور عبد القادر - يوسف جلال - دينا هادي - مختار رجب - شيماء عباس: جملات - محمد طوبشي - هدى محمد - كنزي محمد - عبد الله عبد الغني- يوسف جلال - حسام حسن - عبد الرحمن جميل - باسم موريس - زكي لوجو - كريم عبد النبي - عمر ياسر - شيرين الديب - محمد صلحي - ساندي مراد - أحمد الخواجة - عمر الزهران - مصطفى سايكو - محمود عسكر - إنجي الحكم - رانيا أسامة - كمال السقا - مارين مجدي - جوفاني رأفت - عمرو عاكف - سامح حجازي - محمد رأفت - أية أبو زيد - رامي عبد المقصود - داليا كامل - أميرة الباحوري - منة صلاح - عبد السميع - شريف ليلة

### الإداريون
| - مصطفى حمدي: مؤلف والمعالجة الدرامية والسيناريو والحوار - إيهاب منير: منتج - عبدالرحمن أبو غزالة: مخرج - محمد أبو ذكري: موسيقى تصويرية - محمد الدالي - محمد إينو: مهندس صوت - طارق علوش - فيدباك: مكساج - أحمد إسماعيل: مدير شئون ممثلين - ماركو ميشيل: كاميرا مان - يوسف سماحة - عزمي أحمد - صلاح الدين خضر: فوكس بولر - إبراهيم إيكا: جيفر - إيمن الزر: كي جريب - حمدي محمد : فيديو أسيست | - أحمد جمال: اشراف فني و ديكور - أحمد فايز: مهندس ديكور - أية حامد - إسلام هويدي: مساعدين مهندس الديكور - علي الزهار: منسق مناظر - إيهاب محروس: ماكيير العمل - يسري العبد: كوافير العمل - شركة مركوري: أعمال المونتاج - ريم كمال:مدير الإنتاج - سعد هاشم: رئيس قسم ما بعد الإنتاج - أحمد الشريف:مرحلة ما بعد الإنتاج - مراد الريان - جوزيف ذهني:منتج ما بعد الإنتاج - دارين حمدي - مي السيد: المونتير المساعد | - محمد طنطاوي - أحمد شحاتة: أعمال الجرافيكس والمؤثرات البصرية - محمد عطوة: مدير إنتاج المؤثرات البصرية - لؤي مشرف: مدير إستوديو - محمد ثروت سويلم: مرحلة ما بعد الإنتاج - ديفيد رأفت - جورج فوزي: مساعد تلوين - محمود جابر:مشرف المؤثرات البصرية - علي صبري: مدير فني - علاء مغيث: فنان حركة - أحمد أبو الليل: فنان حركة ثلاثية - نادر ناجح: سكريبت حركة - رفاق: سكريبت ملابس - حسن حجازي: سكريبت أكسسوار | - إيمان المرسي: المدير المالي - محمود طارق: الحسابات - شريف حسين - شريف عاشور: مساعد أول إخراج - محمد البيساوي: مخرج منفذ - داليا ممتاز: مصممة ملابس - جوذيف ذهني - محمود الشال:مدير الإنتاج - أحمد جمال ميشو: مدير إدارة الإنتاج - زياد عقل: مدير موقع - بهجت البير: مدير إنتاج ثاني - معتز الكاتب: مونتاج - أحمد ذكي:منتج فني - علي عادل:d.o.p - سيد ذكي:إشراف عام |